# Радалівка
Рада́лівка — село в Україні, у Глобинській міській громаді Кременчуцького району Полтавської області. Населення становить 543 осіб. До 2020 орган місцевого самоврядування — Землянківська сільська рада.

## Географія
Село Радалівка знаходиться на лівому березі річки Хорол, вище за течією за 2,5 км розташоване село Біляки, нижче за течією за 3 км розташоване село Руда, на протилежному березі — село Демченки. Довкола села багато іригаційних каналів.

## Історія
12 червня 2020 року, відповідно до розпорядження Кабінету Міністрів України № 721-р «Про визначення адміністративних центрів та затвердження територій територіальних громад Полтавської області», село увійшло до складу Глобинської міської громади.
19 липня 2020 року, в результаті адміністративно - територіальної реформи та ліквідації Глобинського району, село увійшло до складу новоутвореного Кременчуцького району.

## Населення
Населення станом на 1 січня 2011 року становить 543 особи.
- 2001 — 644
- 2011 — 543

### Мова
Розподіл населення за рідною мовою за даними перепису 2001 року:
| Мова       | Кількість | Відсоток |
| ---------- | --------- | -------- |
| українська | 631       | 97.98%   |
| російська  | 11        | 2.02%    |
| Усього     | 644       | 100%     |

## Економіка
- Молочно-товарна ферма
- АФ «Дружба»

## Соціальна сфера
- Школа
- Будинок культури
- Садочок

## Пам'ятники
В центрі села на могилі офіцера Радянської армії Павлова, у 1956 р. встановлений пам’ятник та обеліски воїнам- односельцям, які загинули в роки Другої світової війни.

## Односельці
- Павленко Олександр Ісидорович (*1902, с. Радалівка), українець, із селян, освіта початкова. Проживав у с. Радалівка. Колгоспник. Заарештований 25 червня 1938 р. Засуджений Полтавським обласним судом 15 травня 1939 р. за ст. 54-10 ч. 1 КК УРСР до 6 років позбавлення волі з поразкою в правах на 3 роки. Реабілітований Верховним Судом УРСР 1 червня 1990 р.[5]
- Карпенко Олександр Григорович (1977–2014) — молодший сердант ЗСУ, загинув у боях під містом Комсомольське Старобешівського району Донецької області.